# 대한국·대청국 통상 조약
대한국·대청국 통상 조약(大韓國·大淸國通商條約)은 광무 3년(1899년)에 한국과 청국 사이에 조인된 전문 15조의 통상협정이다. 한청통상조약이라고도 한다. 이 조약의 필사본은 1998년 12월 26일 서울특별시 유형문화재 제111호로 지정되어있다.
대한국·대청국 통상 조약은 청일전쟁 이후 무조약관계에 있던 대한제국과 청국 관계를 새로 정립시킨 조약으로, 양국은 이 조약을 통해 수교국가가 되었다. 대한국·대청국 통상 조약은 1882년에 체결된 조청상민수륙무역장정에서 보이는 종속적 규정을 일절 포함하지 않고, 쌍무적인 권리와 의무를 규정하여, 대한제국과 청이 대등한 관계를 형성하였다. 이로써 대한제국은 중국중심적 계서적 국제질서에서 완전히 벗어나 수평적인 근대적 국제질서에로 진입할 수 있었다.

## 조약 내용
- 제1조 양국간의 평화·친호·보호와 우대이익, 조약 당사국과 제삼국간의 분쟁에 관한 사항
- 제2조 양국의 외교대표 임명과 주재 등에 관한 것
- 제3조 한국과 청국 사이에 무역할 때 필요한 관세에 관한 규정
- 제4조 양국 개항장의 조계지역에서의 주택 또는 토지 임차와 관련한 6개항
- 제5조 한국에 머무는 청국인의 생명과 재산을 보호하고 양국 국민 중에 범죄를 저지른 자는 양국의 재판당국에 재판관할권을 위임하는 것과 관련한 4개항
- 제6조 청국은 외국에 미곡수출을 금지하나 한국은 예외로 하며, 단 한국에서 식량결핍이 우려될 때는 이 금령을 적용할 것
- 제7조 양국이 무역할 때 사기현매 혹은 대차보상을 하지 않는 경우는 범죄자를 체포하여 엄격한 수단을 강구하여 추변하도록 할 것
- 제8조 양국인들은 여행권을 지참하고 각국을 여행할 수 있되, 무역을 위하여 거주 혹은 개점을 할 수 없음을 제시한 것
- 제9조 각국의 군수품의 수입은 관리에게만 허용할 것과 한국 내에 아편의 수입을 금지할 것과 한국으로부터의 홍삼 수출을 금지할 것 등에 관련한 것
- 제10조 양국 선박 중 난파선의 구조와 보호에 관한 것
- 제11조 양국 관리는 타국 지방영토내의 무역지에서 거주 혹은 지방민을 고용할 수 있음
- 제12조 본 조약의 체결 후 양국 사이에 실시한 국경무역을 규정하는 세관규칙을 작성할 것, 또한 이미 월경한 사람은 토지를 개간하거나 직업에 종사할 수 있으며, 생명과 재산의 보호를 받을 수 있으나, 금후의 월경 이주는 금지할 것 등임
- 제13조 양국의 군함은 개항장과 미개항장을 막론하고 상대국의 모든 항구에 자유롭게 입항할 수 있고, 군함에 필요한 공급품은 면세하며, 군함의 관리들이 육지에 상륙할 경우는 여행권을 지참해야 내지를 통행할 수 있도록 한 것임
- 제14조 본 조약은 양국의 황제가 서명 조인하여 비준하고, 비준서의 교환은 1년 이내에 경성에서 교환할 것
- 제15조 문서의 작성은 한문으로 할 것

 본 문서에는 서울특별시에서 지식공유 프로젝트를 통해 퍼블릭 도메인으로 공개한 저작물을 기초로 작성된 내용이 포함되어 있습니다.
1. ↑  이재석, "한청통상조약 연구", 《대한정치학보》 (2), 대한정치학회, 181-182.